# Макайонок Андрій Єгорович
Андрій Єгорович Макеєнко (біл. Андрэй Ягоравіч Макаёнак; *12 листопада 1920, село Борхів, Рогачовський район, Гомельська область — †16 листопада 1982) — білоруський драматург.

## Біографія
Народився в селянській сім'ї. Закінчив Журавицьку середню школу у 1938 році, працював організатором масових заходів у районому Будинку культури. У 1939 році був призваний у Червону армію. Під час Другої світової війни брав участь у боях на Кримському фронті. Після важкого поранення у 1942 році був демобілізований. Працював в Акаурцькій середній школі в Грузії у 1942—1943 роках, секретарем Журавицького райкому комсомолу в 1944 році (тепер перебуває в складі Рогачовського району), Гродненського міськкому комсомолу (1945), завідувачем партійного кабінету Могильовського залізничного вузла (1945—1946), помічником секретаря Журавицького райкому партії (1946—1947). У 1949 році закінчив Республіканську партійну школу при ЦК КПБ. У 1949—1953 роках завідувач відділу прози часопису «Вожик», у 1966—1978 — головний редактор часопису «Неман». Як член делегацій БРСР у 1965 році брав участь у XX сесії Генеральної Асамблеї ООН. Депутат ВР БРСР у 1971—1982 роках. Член Спілки письменників СРСР з 1949 року.

## Творчість
Почав друкуватися з 1946 року. Писав гуморески, фейлетони, нариси. Перша п'єса — одноактова драма «Добре, що закінчується добре» (1946). Одноактові п'єси «Перед зустріччю», «Життя потребує» (1950), «Аксенине тілечко» і «Кримінальна справа» (1951), «Перше питання» (1952) відзначалися актуальністю тематики. Багатоактові драми «Вороги», «Схід щастя» (обидві 1947), «Виграш» (1948) при житті автора не друкувалися і не ставилися. У 1952 році на сцені Білоруського театру імені Янки Купали поставлено його політичну драму «На світанку» про післявоєнну Францію. У сатиричній комедії «Вибачайте, будь ласка!», що була поставленна в 1954 році, безкомпромісно критикувалися згубні методи керівництва радянським господарством, показуха, формалізм, бюрократичний апарат. Комедії «Щоб люди не журилися» (поставлена в 1959) і «Левониха на орбіті» (поставлена в 1961) присвячені життю післявоєного села.
Соціально-політичною спрямованістю вирізняються новаторські п'єси «Затюканий апостол» (поставлена в 1971) і «Трибунал» (поставлена в 1970), які засвідчили значну еволюцію у манері опису автора. Сатирична комедія-памфлет «Затюканий апостол», насичений засобами сценічної умовності, зачом з підкресленим ігноруванням правдоподібності, вирізняється своєрідністю мистецької типізації, граничною узагальненістю персонажів, не втрачаючи при цьому художньої конкретності. У трагікомедії «Трибунал», близької до традицій народної драми, Андрій Макеєнко поєднав низьке з високим, фарс і трагедію. Вперше в білоруській драматургії висока героїка поєднана з комедійним жанром. У пошуках нових жанрових та структурно-композиційних форм Андрій Макеєнко прийшов до комедії-репортажу «Таблетку під язик» (поставлена в 1973), до складної у жанровому відношені комедії «Кошмар» (поставлена під назвою «Свята простота» у 1976 році), яка підкуплює думками про встановлення розумних соціально-політичних взаємовідносин, гуманістичним пафосом.
Наприкінці 1970-х — на початку 1980-х років на сцені з'явилася трагікомедія «Погорільці» (написана в 1966 році, опублікована в 1980, а поставлена в 1981 році) та комедія «Вірочка» (авторське визначення жанру — сентиментальний фельйон; поставлена в 1979 році), які відкрили нові грані драматичного таланту Андрія Макеєнка. У «Погорільцях», присвячених викриттю пристосуванства, аполітичності, автор відмовився від традиційної сюжетно-композиційної структури твору, дав лише «пролог і епілог трагікомічної історії». Комедія «Вірочка» написана в більш звичних, хоч і не канонічних жанрових формах; у емоційному відношені домінує м'яка, стишена тонільність. Ліричні моменти є і п'єсах «Левониха на орбіті», «Таблетку під язик», «Кошмар», які присутні там переважно в авторських ремарках-прологах.
Останній закінчений твір Андрія Макеєнка — трагікомедія «Дихайте економно» (опублікавана в 1983 році) — п'єса-притча, в якій об'єктом авторського роздуму стала найважливіша загальнолюдська проблема порятунку Землі від термоядерної катастрофи.
Автор кіноповісті «Твій хліб» (1956), сценаріїв фільмів «Щастя потрібно берегти» (1958), «Канцрат Кропива» (1961), «Рогатий бастіон» (1975), телефільма «Після ярмарки» (1973).
Переклав п'єси «Добряки» Л. Зорина, «Я, бабуся, Ілько та Іларіон» Н. Думбадзе і Г. Лордкіпанідзе, «Червертий» К. Симонова та інші.

## Премії та винагороди
Нагороджений орденами Трудового Червоного Прапора, «Знак Пашани», Жовтневої Революції та медалями. Народний письменник БРСР (1977). Лауреат Літературної премії імені Янки Купали (1962) за п'єсу «Левониха на орбіті», Державної премії БРСР імені Якуба Коласа (1974) за п'єси «Трибунал» і «Таблетку під язик».

## Пам'ять
Ім'я Андрія Макеєнка носить вулиця у Мінську, Гродненська центральна міська бібліотека і Журавицька середня школа Рогачовського району, в якій створено музей драматурга.